# Kimberly Po-Messerli
Kimberly Po-Messerli (* 20. Oktober 1971  in Los Angeles, Kalifornien) ist eine ehemalige US-amerikanische Tennisspielerin.

## Karriere
Kimberly Po begann im Alter von neun Jahren Tennis zu spielen.
Ihren größten Erfolg feierte sie im Jahr 2000 in Wimbledon, als sie dort an der Seite von Donald Johnson den Mixed-Titel gewann; sie besiegten Lleyton Hewitt und Kim Clijsters in zwei Sätzen. 2001 stand sie abermals im Finale eines Grand-Slam-Turniers; sie verlor das Endspiel im Damendoppel der US Open wie schon das Mixed-Finale dort im Jahr 1999.
Im Jahr 2001 heiratete sie Oliver Messerli.

## Turniersiege

### Doppel
| Nr. | Datum            | Turnier       | Kategorie    | Belag             | Partnerin        | Finalgegnerinnen                        | Ergebnis      |
| --- | ---------------- | ------------- | ------------ | ----------------- | ---------------- | --------------------------------------- | ------------- |
| 1.  | 1. November 1998 | Québec        | WTA Tier III | Teppich (Halle)   | Lori McNeil      | Chanda Rubin Sandrine Testud            | 6:7, 7:5, 6:4 |
| 2.  | 18. April 1999   | Tokio         | WTA Tier III | Hartplatz         | Corina Morariu   | Catherine Barclay-Reitz Kerry-Anne Guse | 6:3, 6:2      |
| 3.  | 27. Februar 2000 | Oklahoma City | WTA Tier III | Hartplatz (Halle) | Corina Morariu   | Tamarine Tanasugarn Olena Tatarkowa     | 6:4, 4:6, 6:2 |
| 4.  | 12. August 2001  | Los Angeles   | WTA Tier II  | Hartplatz         | Nathalie Tauziat | Nicole Arendt Caroline Vis              | 6:3, 7:5      |
| 5.  | 19. August 2001  | Toronto       | WTA Tier I   | Hartplatz         | Nicole Pratt     | Tina Križan Katarina Srebotnik          | 6:3, 6:1      |

### Mixed
| Nr. | Datum        | Turnier   | Kategorie  | Belag | Partner        | Finalgegner                  | Ergebnis  |
| --- | ------------ | --------- | ---------- | ----- | -------------- | ---------------------------- | --------- |
| 1.  | 9. Juli 2000 | Wimbledon | Grand Slam | Rasen | Donald Johnson | Kim Clijsters Lleyton Hewitt | 6:4, 7:63 |